# ブレンダン・ヘイウッド
ブレンダン・ヘイウッド（Brendan Todd Haywood、1979年11月27日 - ）は、アメリカ合衆国ニューヨーク出身のバスケットボール選手。NBAのワシントン・ウィザーズなどに所属していた。ポジションはセンター。身長213cm、体重119kg。

## 経歴

### 学生時代
ノースカロライナ州のダドリー高校でプレイしたヘイウッドは、ゲータレード選出のノースカロライナ州年間最優秀選手とマクドナルド選出のオールアメリカンチームに選ばれた。
大学は名門ノースカロライナ大学に進学。当時のノースカロライナは選手層が非常に充実していたため、ヘイウッドの1年目は多くの時間をベンチで過ごした。2年目には先発に昇格。3年目にはアトランティック・コースト・カンファレンスの歴代新記録となるフィールドゴール成功率69.7%を記録、13.8得点7.5リバウンドの成績を残し、チームをNCAAトーナメントFinal4に導いた。翌シーズンには同校初のトリプルダブルも達成した。

### NBA
大学卒業後、2001年のNBAドラフトにエントリーしたヘイウッドは、クリーブランド・キャバリアーズから1巡目20位指名を受けるも、直後にマイケル・ドレアックとの交換でオーランド・マジックにトレード、さらに今度はマジックのラロン・プロフィット、ドラフト1巡指名権との交換でワシントン・ウィザーズにトレードに出され、ウィザーズでNBAデビューを迎えることになった。ルーキーシーズンは62試合に出場し、5.1得点5.2リバウンド1.5ブロックの成績を残した。2年目の02-03シーズンには先発に昇格、その後は着実に成績を伸ばして04-05シーズンには9.4得点6.8リバウンド1.7ブロックの好成績を残した。
ヘイウッドとの同期であるイータン・トーマスとは常に出場時間を争うライバル関係にあった。4シーズンの間ウィザーズの先発センターを務めてきたヘイウッドだったが、06-07シーズンはトーマスに先発の座を奪われてしまう。そしてこのシーズンの11月にはついに口論から暴力沙汰に発展した。ヘイウッドはトーマスのドレッドヘアを掴み、トーマスはヘイウッドを床に投げつけた。2人とも1試合の出場停止処分を受けたが、ヘイウッドはトーマスから先発の座を奪還。翌07-08シーズンはトーマスに不整脈が発覚すると言う不幸が襲ったため、結果的にヘイウッドには多くの出場時間が割かれるようになり、成績を10.6得点7.2リバウンドまで伸ばすことができたが、翌08-09シーズンは今度はヘイウッドが右手首の故障でシーズンをほぼ全休してしまった。そしてシーズン終了後に、ついにトーマスはミネソタ・ティンバーウルブズへトレードされた。
2010年､2月13日､カロン・バトラーとともに､ジョシュ・ハワード､ドリュー・グッデンらとの交換トレードで､ダラス・マーベリックスへ移籍した。
マーベリックスの一員として、2011年のNBAファイナルでチャンピオンリングを手にした。2012年夏、アムネスティ条項を行使されて解雇された。
2012年7月14日、シャーロット・ボブキャッツへ移籍した。2013-14シーズンは、左足の疲労骨折のために全休した。
2014年7月12日、クリーブランド・キャバリアーズに移籍。2014-15シーズン終了後にポートランド・トレイルブレイザーズに放出された後に解雇され、現在は事実上の引退状態となっている。